# José Escalante
José Alberto Escalante Rápalo (Villanueva, Departamento de Cortés, Honduras; 29 de mayo de 1995) es un exfutbolista hondureño. Jugaba como mediocampista. Actualmente es el director deportivo del Atlético Independiente de la Liga de Ascenso de Honduras.

## Trayectoria

### Olimpia
Hizo gran parte de las formativas en la Escuela de Fútbol Juventud Henerma de San Pedro Sula, donde compartió equipo con otra gran promesa como lo es Jonathan Rubio. Surgió del Club Deportivo Cruz Azul de la Liga de Ascenso de Honduras. Sin embargo, en 2011 fue vendido a Olimpia donde participó en las reservas (Categoría sub-17). El 29 de julio de 2012 hizo su debut profesional para Olimpia, frente a Deportes Savio, por la primera fecha del Torneo Apertura 2012, en un juego disputado en el Estadio Tiburcio Carías Andino. El mismo finalizó 3 a 1 a favor de Olimpia. Su primer gol para Olimpia se dio el 4 de agosto de 2012, en un juego amistoso de pretemporada frente al A.C. Milan de Italia.

### Honduras Progreso
El 23 de junio de 2014 fichó a préstamo por el Honduras Progreso, pero nunca debutó.

### RGV FC Toros
El 18 de enero de 2016, su representante Keyfer García, anunció que Escalante había fichado por los RGV FC Toros.

### Houston Dynamo
El 3 de agosto de 2016 se anunció su pase al Houston Dynamo de la Major League Soccer.

## Selección nacional
En noviembre de 2010 participó en el Torneo Sub-17 de la UNCAF y jugó dos partidos. Luego en 2011, participó en el Campeonato Sub-17 de la Concacaf en donde la selección de Honduras quedó al margen de la Copa Mundial de Fútbol Sub-17 al haber sido eliminada en los cuartos de final contra Jamaica.
En el mes de marzo fue convocado para participar en el Juegos Deportivos Centroamericanos 2013 en donde la Selección de fútbol de Honduras Sub-21 se adjudicó el título de campeón. En este torneo compartió con otras promesas del fútbol hondureño, tales como Bryan Róchez, Bryan Acosta, Luis López Fernández, Kevin Espinoza, Júnior Lacayo entre otros.
El 30 de abril de 2015 se anunció que había sido convocado para disputar la Copa Mundial de Fútbol Sub-20 de 2015 en Nueva Zelanda.

### Participaciones con la selección
| Torneo                                   | Sede          | Resultado        |
| ---------------------------------------- | ------------- | ---------------- |
| Campeonato Sub-17 de la Concacaf de 2011 | Jamaica       | Cuartos de final |
| Juegos Deportivos Centroamericanos 2013  | Costa Rica    | Campeón          |
| Copa Mundial Sub-20 de 2015              | Nueva Zelanda | Fase de grupos   |

## Clubes
| Club                   | País           | Año         |
| ---------------------- | -------------- | ----------- |
| Olimpia                | Honduras       | 2012 - 2014 |
| Honduras Progreso      | Honduras       | 2014        |
| Olimpia                | Honduras       | 2015        |
| Rio Grande Valley      | Estados Unidos | 2016        |
| Houston Dynamo         | Estados Unidos | 2016 - 2017 |
| San Antonio FC         | Estados Unidos | 2018        |
| Juticalpa              | Honduras       | 2019        |
| Cavalry FC             | Canadá         | 2019 - 2023 |
| FC Motagua             | Honduras       | 2023        |
| Atlético Independiente | Honduras       | 2024        |

## Estadísticas
Actualizado el 12 de julio de 2023
| Club                          | Temporada           | Liga  | Liga  | Copa Nacional | Copa Nacional | Copa Internacional** | Copa Internacional** | Total | Total |
| Club                          | Temporada           | Part. | Goles | Part.         | Goles         | Part.                | Goles                | Part. | Goles |
| ----------------------------- | ------------------- | ----- | ----- | ------------- | ------------- | -------------------- | -------------------- | ----- | ----- |
| Olimpia Honduras              | 2012/13             | 13    | 1     | -             | -             | 2                    | 0                    | 15    | 1     |
| Olimpia Honduras              | 2013/14             | 6     | 0     | -             | -             | 0                    | 0                    | 6     | 0     |
| Olimpia Honduras              | Total               | 19    | 1     | 0             | 0             | 2                    | 0                    | 21    | 1     |
| Honduras Progreso Honduras    | 2014/15             | 0     | 0     | -             | -             | -                    | -                    | 0     | 0     |
| Honduras Progreso Honduras    | Total               | 0     | 0     | 0             | 0             | 0                    | 0                    | 0     | 0     |
| Olimpia Honduras              | 2015/16             | 1     | 0     | -             | -             | 0                    | 0                    | 1     | 0     |
| Olimpia Honduras              | Total               | 1     | 0     | 0             | 0             | 0                    | 0                    | 1     | 0     |
| RGV FC Toros Estados Unidos   | 2016                | 16    | 3     | 0             | 0             | -                    | -                    | 16    | 3     |
| RGV FC Toros Estados Unidos   | 2017                | 21    | 4     | 0             | 0             | -                    | -                    | 21    | 4     |
| RGV FC Toros Estados Unidos   | Total               | 37    | 7     | 0             | 0             | 0                    | 0                    | 37    | 7     |
| Houston Dynamo Estados Unidos | 2016                | 3     | 0     | 0             | 0             | -                    | -                    | 3     | 0     |
| Houston Dynamo Estados Unidos | 2017                | 3     | 0     | 1             | 0             | -                    | -                    | 4     | 0     |
| Houston Dynamo Estados Unidos | Total               | 6     | 0     | 1             | 0             | 0                    | 0                    | 7     | 0     |
| San Antonio FC Estados Unidos | 2018                | 21    | 1     | 3             | 1             | -                    | -                    | 24    | 2     |
| San Antonio FC Estados Unidos | Total               | 21    | 1     | 3             | 1             | 0                    | 0                    | 24    | 2     |
| Juticalpa FC Honduras         | 2019                | 11    | 0     | -             | -             | -                    | -                    | 11    | 0     |
| Juticalpa FC Honduras         | Total               | 11    | 0     | 0             | 0             | 0                    | 0                    | 11    | 0     |
| Cavalry FC · Canadá           | 2019                | 24    | 4     | 6             | 0             | -                    | -                    | 30    | 7     |
| Cavalry FC · Canadá           | 2021                | 26    | 1     | 2             | 0             | -                    | -                    | 28    | 1     |
| Cavalry FC · Canadá           | 2022                | 28    | 4     | 2             | 0             | -                    | -                    | 30    | 4     |
| Cavalry FC · Canadá           | 2023                | 11    | 0     | 1             | 0             | -                    | -                    | 12    | 0     |
| Cavalry FC · Canadá           | Total               | 89    | 9     | 11            | 0             | 0                    | 0                    | 100   | 12    |
| Total en su carrera           | Total en su carrera | 184   | 18    | 15            | 1             | 2                    | 0                    | 201   | 22    |

- (**) Incluye datos de la Concacaf Liga Campeones.

## Palmarés

### Campeonatos nacionales
| Título           | Club    | País     | Año  |
| ---------------- | ------- | -------- | ---- |
| Torneo Apertura  | Olimpia | Honduras | 2012 |
| Torneo Clausura  | Olimpia | Honduras | 2013 |
| Torneo Clausura  | Olimpia | Honduras | 2014 |
| Copa de Honduras | Olimpia | Honduras | 2015 |
| Torneo Clausura  | Olimpia | Honduras | 2015 |

### Campeonatos internacionales
| Título                                            | Club (*)                               | País       | Año  |
| ------------------------------------------------- | -------------------------------------- | ---------- | ---- |
| Medalla de Oro Juegos Deportivos Centroamericanos | Selección de fútbol de Honduras Sub-21 | Costa Rica | 2013 |

(*) Incluyendo la selección